# Murony
Murony község Békés vármegye Békési járásában.

## Fekvése
Szomszédai: észak felől Mezőberény (7 kilométerre), kelet felől Békés (7  kilométerre), dél felől Békéscsaba (11 kilométerre, ezen belül Mezőmegyer 6 kilométerre), nyugat felől pedig Kamut (5 kilométerre).

### Megközelítése
Közúton a 47-es főútról a 4644-es útra letérve érhető el a legegyszerűbben: ez az út a település főutcája és ez köti össze Békéssel és a 470-es főúttal, illetve Kamuttal is. A 47-es főút felől elérhető a község központja egy másik útvonalon, a 46 168-as számú bekötőúton is.
Vonattal a MÁV 120-as számú (Budapest–)Szolnok–Békéscsaba–Lőkösháza-vasútvonalán érhető el, melynek egy megállási pontja van itt. Murony vasútállomás a település délnyugati részén található, a vonal állomásai viszonylatában Mezőberény vasútállomás és Békéscsaba vasútállomás között; közúti elérését a 46 168-as útból kiágazó 46 356-os út teszi lehetővé. Korábban itt csatlakozott a 129-es számú Murony–Békés-vasútvonal a fentebb említett fővonalhoz, azonban ezen a vonalon 2007-ben megszűnt a forgalom.

## Története
Neve ószláv eredetű lehet, valószínűleg hangyabolyt jelent. Eredetileg Monor és Muruly néven hívták, de később a végső »ly« → »ny«-re változott.
A 13. század első felében már falu volt.
Szent Miklós tiszteletére avatott templomát 1295-ben említik. 
Ebben az évben Csák András eladta a területet Egyedfia Sándornak. Ebben az időben északra Mező- és Kis-Kamut, délről Gerla és Megyer települések voltak határosak vele. A 14-15. században több nemesi család osztozott meg a birtokán. 1383-ban az Ábránfyak tulajdonolták egy részét.
A török hódítás idején elpusztult. Rákóczi György már mint pusztát adományozta 1649-ben Baka Ferencz borosjenői alvárnagynak és Szél Pál ottani zsoldos lovaskatonának. 
Még a 17. században is lakatlan hely volt.
A 19. században és a 20. század elején Murvahely néven is ismert volt. Egy ideig Békésföldvár volt a neve.
Ma a település legjelentősebb gazdasági társasága az 1949-ben alapított Hidasháti Állami Gazdaság (ma Hidasháti Mezőgazdasági Rt.) 

## Közélete

### Polgármesterei
| Polgármester | Polgármester         | Polgármester |  |
| ------------ | -------------------- | ------------ |  |
| 1990–1994    | Andrási Béla         | független    |  |
| 1994–1998    | Balog István         | független    |  |
| 1998–2002    | Fekete Ferenc Zoltán | független    |  |
| 2002–2006    | Fekete Ferenc Zoltán | független    |  |
| 2006–2010    | Fekete Ferenc Zoltán | független    |  |
| 2010–2014    | Fekete Ferenc Zoltán | független    |  |
| 2014–2019    | Fekete Ferenc Zoltán | független    |  |
| 2019–2024    | Szegfű Gábor         | független    |  |
| 2024–        | Szegfű Gábor         | független    |  |

## Népesség
A település népességének változása:
| Lakosok száma | 1236 | 1221 | 1095 | 1074 | 1110 | 1113 | 1094 |
|               | 2013 | 2014 | 2019 | 2021 | 2022 | 2023 | 2024 |

2001-ben a település lakosságának közel 100%-a magyar nemzetiségűnek vallotta magát.
A 2011-es népszámlálás során a lakosok 91,9%-a magyarnak, 0,3% németnek, 0,2% szlováknak mondta magát (8,1% nem nyilatkozott; a kettős identitások miatt a végösszeg nagyobb lehet 100%-nál). A vallási megoszlás a következő volt: római katolikus 9,2%, református 18,3%, evangélikus 0,8%, felekezeten kívüli 41,6% (28,6% nem nyilatkozott).
2022-ben a lakosság 92,5%-a vallotta magát magyarnak, 0,5% cigánynak, 0,4% németnek, 0,1-0,1% szlováknak, románnak és lengyelnek, 2,3% egyéb, nem hazai nemzetiségűnek (7,4% nem nyilatkozott; a kettős identitások miatt a végösszeg nagyobb lehet 100%-nál). Vallásuk szerint 13,3% volt református, 7,2% római katolikus, 1,5% evangélikus, 0,2% görög katolikus, 1,8% egyéb keresztény, 1,3% egyéb katolikus, 41,3% felekezeten kívüli (33,2% nem válaszolt).

## Látnivalók
- Jantyik kápolna
- Szent Anna Templom